# مقاطعة تشاتاهوتشي (جورجيا)
مقاطعة تشاتاهوتشي (بالإنجليزية: Chattahoochee County)‏ هي إحدى المقاطعات في ولاية جورجيا في الولايات المتحدة الأمريكية.